# Charles Sylvester
Charles Sylvester (1774 – 1828) byl chemik a vynálezce narozený v Sheffieldu.

## Biografie
Sylvester se narodil v roce 1774 v Sheffieldu, který se tehdy nacházel ještě v Derbyshiru. Oženil se roku 1798 a o devět let později se přestěhoval do Derby, kde pracoval s Williamem Struttem. Ten vybudoval Derbskou královskou ošetřovnu. Sylvester byl nápomocný v projektování originálního vytápěcího systému pro novou nemocnici. Své myšlenky publikoval v knize The Philosophy of Domestic Economy; as exemplified in the mode of Warming, Ventilating, Washing, Drying, & Cooking,... in the Derbyshire General Infirmary (tj. Filosofie vnitřní ekonomie jak je znázorněna ve způsobu vyhřívání, ventilace, umývání, sušení a vaření... v Derbyshirské obecné nemocnici). Publikace byla vydána v roce 1819.
Sylvester se Struttem byli členy Derbské filozofické společnosti Erasmuse Darwina.
Busta Charlese Sylvestera byla vymodelována Chantrym a jedna z jejích kopií je umístěna v Muzeu a umělecké galerii města Derby.